# Joseph Jacquart
Joseph Jacquart, est un généalogiste belge, né à Bielefeld (province de Westphalie), le 21 avril 1892 et décédé à Uccle (Bruxelles), le 23 juin 1969 (inhumé à Mouscron) le 27 juin 1969. Fils de Joseph Jacquart, ingénieur et directeur de verrerie et de Anne-Marie Schreiner. Il appartenait à une famille de fabricants de tissus établis à Mouscron.
Il fut lui-même un technicien en verrerie réputé, mais sa passion fut la généalogie et il fit tous ses efforts pour donner à cette discipline un caractère scientifique et rigoureux afin de la hausser au statut de science auxiliaire de l'histoire et de la démographie. Il voulait promouvoir une véritable science de l'histoire des familles.
Il fut un des fondateurs le 22 août 1944, à Bruxelles, en la Taverne du Globe, place Royale, du Service de centralisation des études généalogiques et démographiques de Belgique (S.C.G.D.), qui édite la revue L'intermédiaire des généalogistes.
Il a publié de nombreux articles dans les domaines de la généalogie, de l'onomastique et de la démographie.
Il s'est également attaché au concept de famille-souche, désignant les groupes familiaux les plus représentatifs de chaque paroisse, et a publié en 1945 son travail Les familles-souches de Belgique.